# Buriti dos Montes
Buriti dos Montes is een gemeente in de Braziliaanse deelstaat Piauí. De gemeente telt 8.117 inwoners (schatting 2009).